# Bàn tính

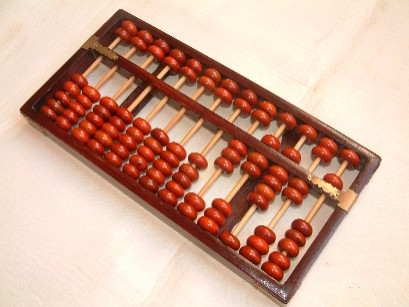
Bàn tính Trung Quốc

Bàn tính là một công cụ tính toán được sử dụng chủ yếu ở châu Á để thực hiện các phép toán số học. Ngày nay bàn tính được làm bằng khung tre với các hạt trượt trên dây trong khi những bàn tính ban đầu chỉ là hạt đậu hoặc đá di chuyển trong rãnh trên cát hoặc bàn gỗ, đá hay kim loại. Bàn tính được sử dụng nhiều thế kỉ trước khi chuyển sang hệ thống chữ số hiện đại. Ngày nay bàn tính vẫn được các thương nhân, nhà buôn và thư ký sử dụng rộng rãi ở châu Á, châu Phi và các nơi khác. Trong thời đại sử dụng máy vi tính phổ biến ngày nay, bàn tính cổ xưa không bị vứt bỏ mà vì ưu điểm linh hoạt chuẩn xác của nó, ở nhiều nơi vẫn sử dụng thịnh hành.

## Một số loại bàn tính trên thế giới

### Trung Quốc

#### Ý kiến thứ nhất: Bàn tính xuất hiện vào giữa Triều Nguyên
Đến cuối Nguyên đầu Minh đã được sử dụng phổ biến. Cảnh Chu quyển thứ 29 trong sách"Nam thôn chuyết canh hụ" của Tống Nghĩa đời Nguyên, dẫn câu ngạn ngữ miêu tả nô tì, đem nô tì có tư cách lâu năm so sánh với bàn tính, tự động chọn việc tự động làm, chứng minh rằng vào thời đó bàn tính đã hết sức phổ cập. Cuối đời Tống, đầu đời Nguyên trong sách "Tịnh Mộc Tiên sinh văn tập"của Lưu Nhân có 4 câu thơ lấy bàn tính làm đề:
"Bất tác ông thương vũ
Hưu Bàng bỉnh thi ca
Chấp trù nhưng tê lộc
Thân khổ dục như hà"
Đây cũng là điều chứng minh cho bàn tính được xuất hiện vào thời Nguyên. Cho tới Triều Minh, sách "Lỗ ban mộc kinh" được viết vào năm Vĩnh Lạc đã có quy cách, thước đo chế tạo bàn tính. Ngoài ra, người ta thấy cũng thời này xuất hiện các quyển hướng dẫn sử dụng bàn tính như "Toán chân toán pháp" của Từ Tân Lỗ, "Trực chỉ toán pháp thống tổng" của Trình Đại Vệ. Như vậy, ở triều Minh bàn tính đã được ứng dụng rộng rãi.

#### Ý kiến thứ 2 của Mai Khả Chiến, nhà đại số học đời Thanh
Bàn tính xuất hiện vào thời Nam Bắc Triều, Đông Hán. Ý kiến này căn cứ vào nhà toán học thời Đông Hán là Từ Nhạc đã viết cuốn "Số thuật ký dị" trong đó nghi chép lại 14 cách tính gọi là "Cách tính bàn tính". Sau này, nhà toán học triều đại Bắc Chu đã chú giải đoạn văn này như sau:"Khắc bản là 3 phần, 2 phần trên dưới để bi lăn, phần ở giữa để định vị tính toán. Vị trí 5 viên bi, viên bi trên khác màu với 4 viên bị dưới mỗi viên là 1 đơn vị, 4 viên dưới cầm trịch gọi là "Không đối tứ thời". Viên bị chạy 3 nơi gọi là "Vĩ tam tài"". Nhưng một số học giả cho rằng, cách tính toán bằng bàn tính được mô tả trong cuốn sách này chẳng qua cũng chỉ là một công cụ để đếm hoặc là bảng tính toán những phép tính cộng trừ đơn giản. So với bàn tính xuất hiện sau  này, không thể là một.

#### Ý kiến thứ 3
nguồn gốc của bàn tính có từ đời Đường, phổ biến vào đời Tống. Bởi lẽ, trong bức tranh "Thanh minh thượng hà đồ" nổi tiếng thời Tống có vẽ một hiệu thuốc, ngay chính giữa quầy có đặt một bàn tính. Các chuyên gia Trung - Nhật đem bức tranh chụp lại và phóng to lên, nhận thấy rằng vật trong bức tranh là một bàn tính hiện đại ngày nay. Năm 1921 ở Hà Bắc các nhà khảo cổ đã đào được một bàn tính bằng gỗ tại nơi ở của người đời Tống. Tuy bị đất cát vùi lấp 800 năm nhưng nó vẫn còn hình trống ở giữa có lỗ thủng không khác là mấy so với bàn tính bi ngày nay. Hơn nữa, Lưu Nhân là người cuối Tống đầu Nguyên có bài thơ "Bàn tính" nói ở trên cũng miêu tả lại sự vật thời Nguyên (hoặc nói là sự phản ánh sự vật đời Tống càng thêm chuẩn xác).
Và trong cuốn "Tâm biên tương đối tứ ngôn", sách học vỡ lòng thời Nguyên, bàn tính đã là nội dung dậy vỡ lòng thì rất có thể nó đã trở thành một vật bình thường nên sự xuất hiện của nó ít nhất phải vào đời Tống. Ngoài ra, bàn tính thời Tống nhìn từ hình thức bên ngoài đã tương đối hoàn thiện, không còn dáng vẻ của một vật mới lạ có hình thức vụng về hoặc thô ráp. Bên cạnh đó, thời kỳ chiến tranh loạn lạc, năm nhà mười nước, trước nhà Tống, sự phát triển văn hóa kỹ thuật mới bị ngưng trệ, khả năng ra đời của bàn tính vào thời đó là rất nhỏ. Đời Đường là thời kỳ hưng thịnh trong lịch sử Trung Quốc, kinh tế văn hóa đều phát triển, người đời Đường cần có những công cụ tính toán mới. Những que tính dã sử dụng suốt 2 nghìn năm trong thời kỳ này đã chuyển hóa thành bàn tính. Vì vậy, các nhà toán học cho rằng sự ra đời của bàn tính có thể vào đời Đường.

### Nhật Bản
Soroban ( 算盤, そろばん Toán Bàn) là một bàn tính được nhập khẩu vào Nhật Bản khoảng năm 1600. Giống như loại Suanpan của Trung Quốc, soroban vẫn còn được sử dụng rộng rãi ngày nay bên cạnh sự phát triển của máy tính điện tử rẻ và vừa túi tiền.

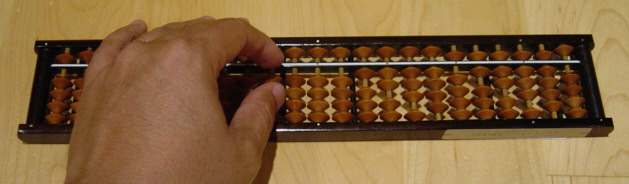
Soroban hiện đại. Chú ý đến tay người này đã di chuyện 2 hạt "năm" và "một" để thể hiện số 1234567890

Bề ngoài của soroban giống như suanpan của Trung Quốc ám chỉ nguồn gốc của nó là từ Suanpan. Nhưng số hạt của soroban lại giống bàn tính La Mã.
Hầu hết các nhà sử học đều thống nhất nguồn gốc của nó là từ việc du nhập suanpan vào Nhật Bản qua bán đảo Triều Tiên vào khoảng thế kỷ thứ 15, 16. Lúc đó, tên suanpan được bản địa hóa thành soroban và nó bắt đầu được sử dụng rộng rãi từ thế kỷ thứ 17. Nhiều nhà toán học Nhật, trong đó có Kowa Seki đã đào sâu tìm hiểu về nó. Bằng chứng là sự cải tiến cách dùng soroban.
Khoảng năm 1850, một hạt "trời" được bỏ đi khỏi thiết kế của soroban. Thiết kế này tồn tại song song với suanpan 5:2 cho đến thời Minh Trị, suanpan hoàn toàn không còn được sử dụng. Đến năm 1891, Garyū Irie bỏ thêm một hạt "đất", tạo nên một soroban có thiết kế 4:1 như ngày nay. Thiết kế này được giới thiệu lần nữa năm 1930 và từ thập niên 40 thế kỉ thứ 20, nó trở nên phổ biến.
Sau khi du nhập vào Nhật, bàn tính được dùng kèm với bảng tính chia gọi là hassan (八算 "Bát Toán"). Phương pháp dùng hassan gọi là kyūkihō (九帰法 "Cửu Quy Pháp"). Kyūkihō phổ biến cho đến khi tiền tệ Nhật thay đổi cơ cấu sang hệ thập phân và hoàn toàn biến mất năm 1935. Thay vào đó là người Nhật sử dụng phương pháp do Hiệp hội Bàn tính Nhật Bản đề xướng, dựa trên cách "đếm trục" lần đầu được đề xướng bởi nhà toán học Chubei Momokawa năm 1645..

#### Cấu tạo

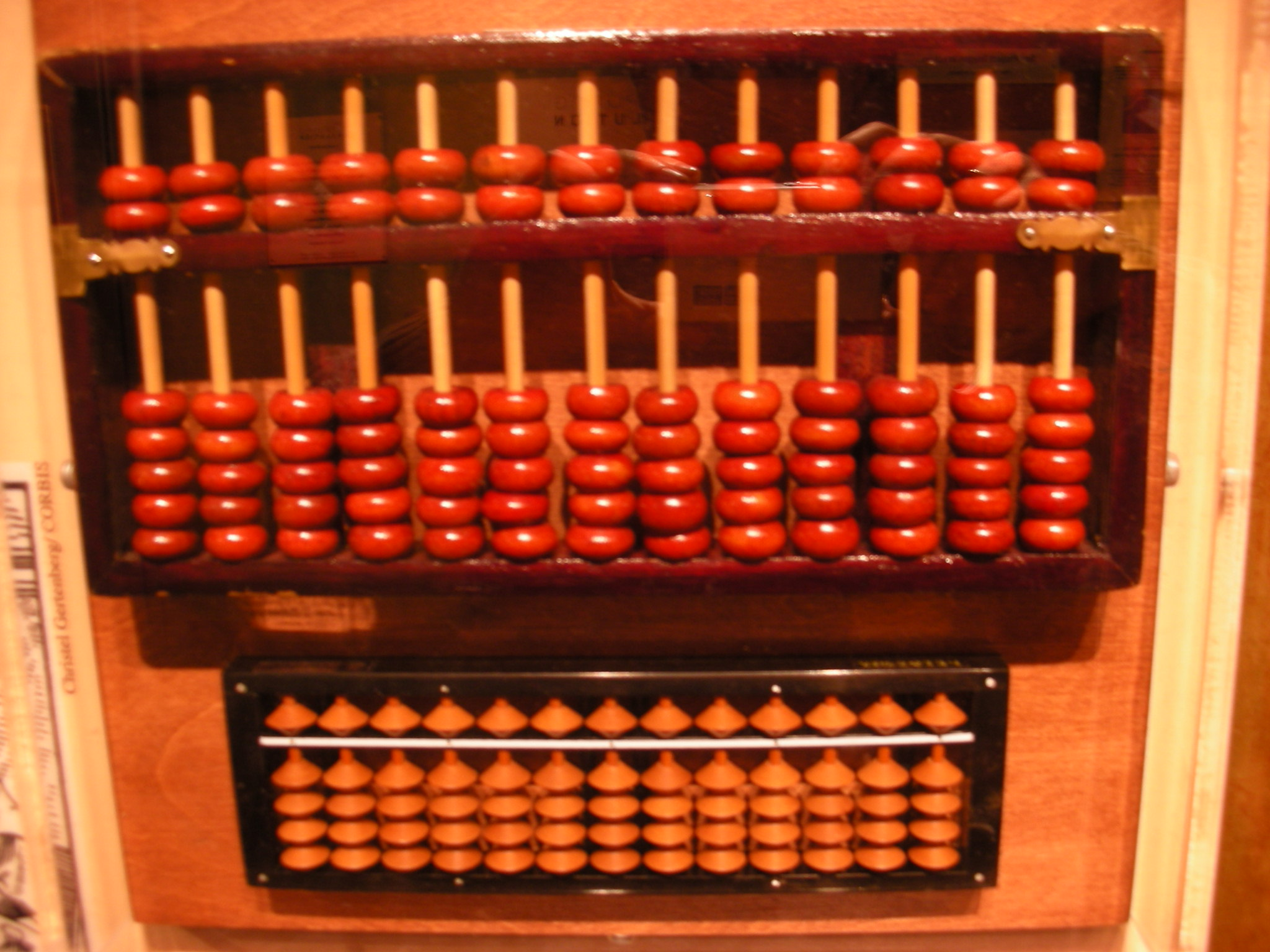
Suanpan (phía trên) và soroban (phía dưới)

Hai bàn tính này có kích thước tiêu chuẩn và có 13 trục.

##### Hạt
Soroban bao gồm số nguyên lẻ trục, mỗi trục có hai loại hạt:
- go-dama (五玉, ごだま? "hạt năm"): hay còn được gọi hạt "trời", có 1 hạt, mỗi hạt mang giá trị tương đương 5
- ichi-dama (一玉, いちだま? "hạt một"): hay còn được gọi hạt "đất", có 4 hạt, mỗi hạt mang giá trị tương đương 1

Những hạt "trời" được phân biệt với những hạt "đất" bằng một thanh ngang.
Kích cỡ bàn và kích cỡ hạt của soroban tiêu chuẩn 13 trục nhỏ và gọn hơn một suanpan có chức năng tương tự.

##### Trục
Số trục của soroban luôn là số lẻ không nhỏ hơn 9. Soroban tiêu chuẩn có 13 trục nhưng những soroban có ứng dụng nhiều hơn lại có số trục lên đến 21, 23, 27, thậm chí đến 31. Điều đó cho phép thể hiện được số có nhiều chữ số hơn hay thể hiện nhiều con số cùng lúc. Mỗi trục lại thể hiện một chữ số; càng nhiều trục càng thể hiện được số nhiều chữ số hơn.

##### Vật liệu
Hầu hết soroban ở Nhật đều có khung được làm từ gỗ với trục bằng gỗ, kim loại, tre hay cây mây. Hạt thường được làm từ gỗ nhưng đặc biệt ở ngoài Nhật Bản, hạt có thể được làm từ đá hay bằng nhựa. Hạt thường có hình
nón đôi (hai hình nón có đáy chung hình tròn).

#### Đặc điểm

Quy ước trục I làm hàng đơn vị. Những trục bên trái trục I lần lượt từ hàng chục trở lên. Những trục bên phải trục I là phần thập phân sau dấu phẩy, trừ trường hợp làm phép nhân hay chia.

Một tính năng tách biệt soroban với bàn tình suanpan của Trung Quốc là những chấm phân cụm 3 trục. Mỗi cụm ba trục được gọi là "những trục cơ bản". Cụm trục cơ bản có thể được quy ước thể hiện những chữ số cuối cùng của phần số nguyên. suanpan không có chức năng này.

#### Cách sử dụng

##### Biểu diễn số
|   |   |   |   |   |   |   |   |   |   |
| 0 | 1 | 2 | 3 | 4 | 5 | 6 | 7 | 8 | 9 |

Để biểu diễn một con số trên một trục, di chuyển các hạt trên trục.
- Để biểu diễn số 0, di chuyển hạt "trời" lên phía trên và 4 hạt "đất" xuống dưới như hình.
- Để thể hiện từ 1 đến 4, lần lượt di chuyển từ 1 đến 4 hạt "đất" lên trên.
- Để diễn tả số 5, dồn 4 hạt "đất" xuống dưới và đẩy hạt "trời xuống dưới.
- Để diễn tả số lớn hơn 5, giữ hạt "trời" phía dưới và đẩy lần lượt từng hạt lên.

##### Tính toán
Cách cộng trừ trên soroban giống như bất cứ một bàn tính nào khác. Di chuyển các hạt thể hiện giá trị mong muốn.
Có nhiều cách để thực hiện phép nhân hay chia trên soroban, nhất là những cách làm của người Trung Quốc khi suanpan được du nhập đến Nhật Bản. Hiệp hội Bàn tính Nhật Bản đã đề nghị các cách cơ bản, tiêu chuẩn nhất cho cả hai phép nhân chia. Theo đó, chỉ cần sử dụng một bảng tính nhân. Cách này được lựa chọn vì tính hiệu quả và tốc độ tính toán. Tuy nhiên nó chỉ có tác dụng với những soroban trước thập niên 30.

#### Ứng dụng hiện đại

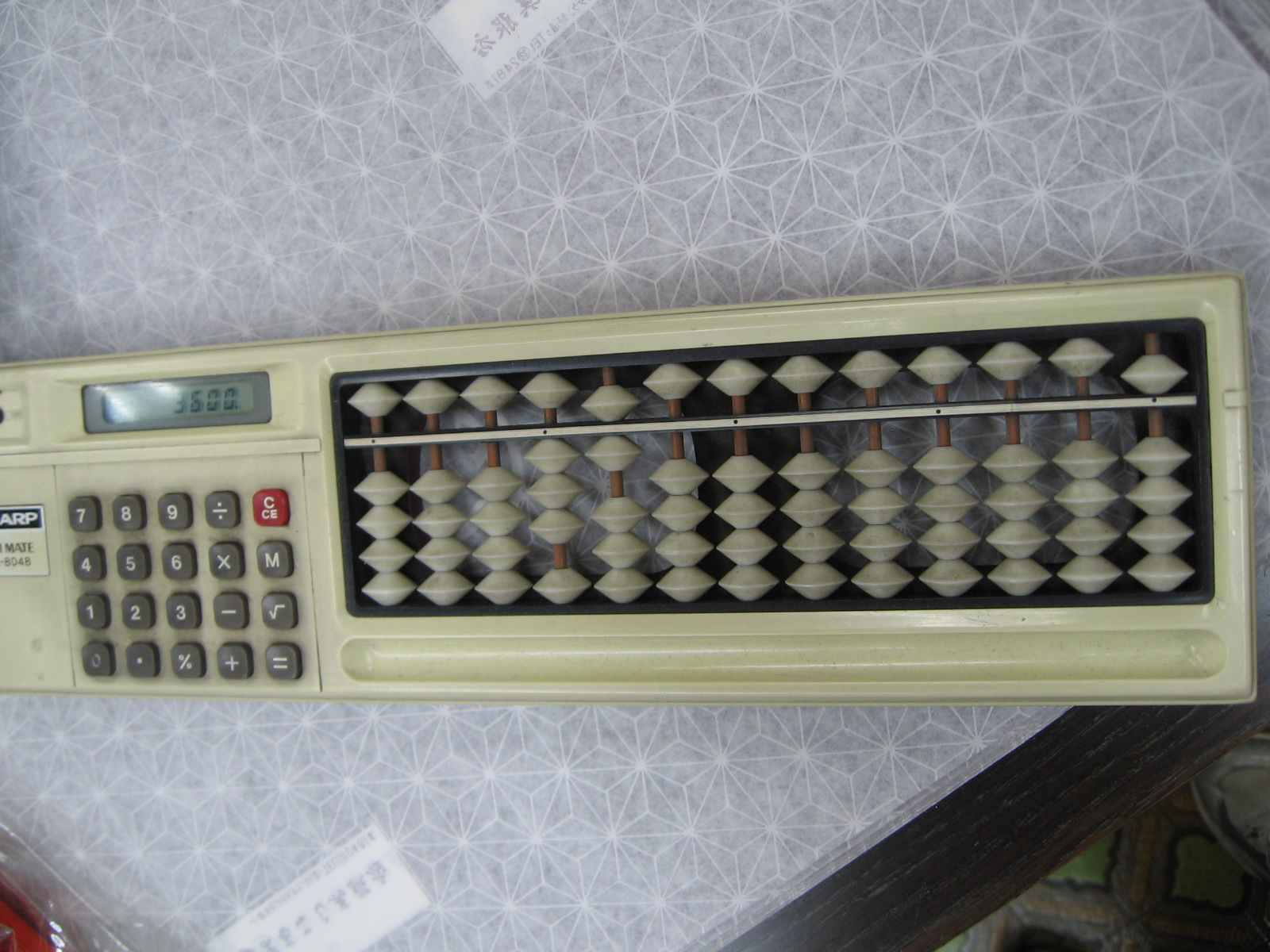
Máy tính-Soroban kết hợp, SHARP ELSI MATE EL-8048, sản xuất năm 1979

Bên cạnh sự phát triển của máy tính điện tử, soroban vẫn còn phổ biến. Hằng năm, Nhật tổ chức các kì thi để người sử dụng soroban có thể lấy giấy chứng nhận. Có tổng cộng 6 cấp độ thuần thục soroban từ thấp đến cao: cấp độ 6 thấp nhất là có kĩ năng đến cấp độ 1 là hoàn toàn thuần thục soroban. Người có chứng nhận cấp độ 3 trở lên có thể xin vào làm việc tại các tập đoàn Nhà nước.
Soroban còn được dạy trong các tiết Toán bậc Tiểu học. Khi đi học, học sinh mang theo hai bàn tính: một bàn có thiết kế hiện đại và một bàn có thiết kế xưa hơn (1 hạt "trời", 5 hạt "đất").
Những người học soroban thành thạo có khả năng tính toán trong đầu, không cần phải có một soroban thực tế. Việc tính toán đó gọi là anzan (暗算  Ám Toán) trong tiếng Nhật. Khi học sử dụng soroban cấp độ trung cấp, người học trung cấp sẽ được yêu cầu tính toán nhẩm bằng cách tưởng tượng ra một soroban (hay bất cứ một bàn tính nào) để giải toán.
Soroban cũng là cơ sở phát triển hai loại bàn tính dành cho người khiếm thị.

## La Mã

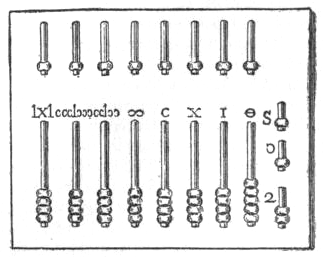
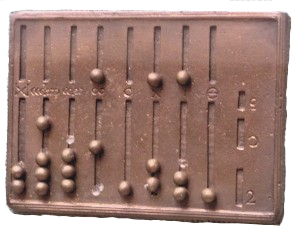
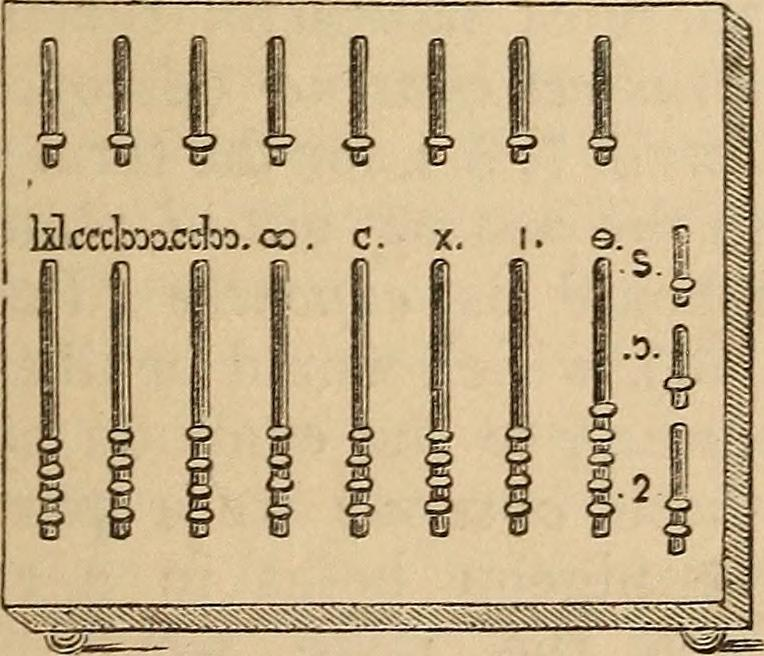
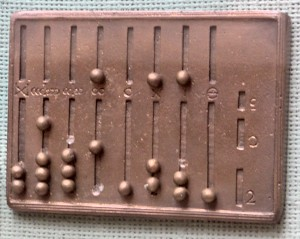

### Hướng dẫn
- Min Multimedia
- Sung, Dylan W.H. "Suan Pan". Bản gốc lưu trữ ngày 21 tháng 2 năm 2001. Truy cập ngày 6 tháng 5 năm 2009.
- Heffelfinger, Totton. "Abacus: Mystery of the Bead - an Abacus Manual". Gary Flom.

### Nghệ thuật
- Fernandes, Luis. "The Abacus: The Art of Calculating with Beads".
- Schreiber, Michael (2007). "Abacus". The Wolfram Demonstrations Project.
- Stephenson, Steve. "The Stephenson Abacus". Bản gốc lưu trữ ngày 9 tháng 1 năm 2009. Truy cập ngày 6 tháng 5 năm 2009.
- Abacus in Various Number Systems at cut-the-knot
- Java applet of Chinese, Japanese and Russian abaci Lưu trữ ngày 9 tháng 10 năm 2004 tại Wayback Machine
- An atomic-scale abacus

### Nhóm
- (tiếng Pháp) Fédération Française de Calcul Mental Lưu trữ ngày 17 tháng 12 năm 2008 tại Wayback Machine

### Giảng dạy
- Speed maths academy.com Lưu trữ ngày 21 tháng 7 năm 2013 tại Wayback Machine

- Máy tính cơ khí
- Bàn tính La Mã